# 羅南·奧加拉
羅南·奧加拉（英語：Ronan O'Gara；1977年3月7日—）是一位愛爾蘭橄欖球運動員。他是愛爾蘭國家橄欖球隊的一員，代表愛爾蘭參加了2011年世界盃橄欖球賽。